# Айодх'ясінґх Упадх'я
Айодх'ясінґх Упадх'я (*अयोध्यासिंह उपाध्याय, 15 квітня 1865 —16 березня 1947) — індійський письменник та поет. Працював під псевдо Харіаудх.

## Життєпис
Походив сикхської родини з боку батька та брахманської з боку матері. народився у містечку Нізамабад (сучасний Азамгарський округ штату Уттар-Прадеш). У 5 років його дядько став вчити майбутнього поета перської мови. Початкову та середню освіту здобув у школах Нізамабаду та Азамгарху. після цього поступив до королівського коледжу у Варанасі, втім продовжити навчання не зміг через погіршення стану здоров'я. У 1889 році поступив на державну службу, на якій перебував до 1941 року, коли перебрався до Варанасі. Тут він посаду викладача пюридичного факультету.
У середині 1940-х років повернувся до рідного міста, де приділяв усю увагу літературній діяльності. Помер у 1947 році.

## Творчість
У своїй творчості поет намагався виразити в міфологічних сюжетах і образах сучасні ідеї.
Збірки віршів «Сто двовіршів про Крішну» («Шрікрішна шатак»), «Перемога Прадьюмана» («Прадьюман виджай-вьяйог», 1893 рік), «Одруження Рукміні» («Рукміні-парінай», 1894 рік), «Сад поезії» («Кавьепаван», 1909 рік) присвячені богу Крішні, ці твори написані на діалекті брадж.
Згодом став складати вірші діалекті кхарі-болі. Харіаудх під впливом ідей Двіведі звернувся до сучасної проблематики, яка відбилася в оповідній поемі (махакав'ї) «Розлука з коханим» («Пріяправас», 1913 рік). Твір написаний з урахуванням традиційних поетичних канонів, санскритськими метрами, неримованим віршем. Суттєвим моментом в поемі Харіаудха було переосмислення міфологічного сюжету про Крішну в світлі нових етико-соціальних ідей.
У доробку є декілька романів, критичних і літературознавчих праць.